# Le Genest-Saint-Isle
Le Genest-Saint-Isle é uma comuna francesa na região administrativa do País do Loire, no departamento de Mayenne. Estende-se por uma área de 18.59 km². Em 2010 a comuna tinha 2 193 habitantes (densidade: 118 hab./km²).